# Saint-Jean (Saint-Barthélemy)
Pour les articles homonymes, voir Saint-Jean.
Saint-Jean est un village de Saint-Barthélemy dans les Caraïbes. Il est situé dans la partie nord de l'île, à l'est de la ville principale de Gustavia sur la baie Saint-Jean. On y trouve l'une des plages les plus connues de l'île et Saint-Jean constitue le centre des activités nautiques de l'île. L'aéroport Rémy-de-Haenen et la plage de Saint-Jean sont situés à proximité du village.

Le quartier Saint-Jean à Saint Barthélemy, marqué du n°16.

## Histoire
En 1946, Rémy de Haenen pose le premier avion dans la savane de Saint-Jean. L'aéroport est ensuite construit sur le site et porte son nom depuis 2015. En 1953, de Haenen construit l'hôtel 5 étoiles Eden Rock sur un rocher en saillie au bord de la plage. L'hôtel a reçu la visite de célébrités telles que Greta Garbo, la princesse Lee Radziwill et Howard Hughes et a jeté les bases du tourisme haut de gamme à Saint-Barthélemy,,.
La nature n'est pas en reste puisque l'on peut y observer plusieurs espèces d'oiseaux migrateurs ainsi qu'une petite faune grouillante aux abords de l'étang de Saint-Jean.

## Plage de Saint-Jean
La plage de Saint-Jean (appelée également Saint-Jean Beach) est la plage du village de Saint-Jean. Elle est divisée en deux par l'hôtel Eden Rock. L'aéroport Rémy-de-Haenen se trouve du côté ouest et les avions, en phase de décollage ou d'atterrissage, survolent la plage et les baigneurs. Le côté ouest est également la plage la plus fréquentée de l'île. Des fêtes et des concerts y sont souvent organisés en soirée. Quant au côté est, il est calme et propice à la plongée en apnée, au surf et au ski nautique. La baie est protégée par un récif et l'eau y est calme. La plage est librement accessible,,.

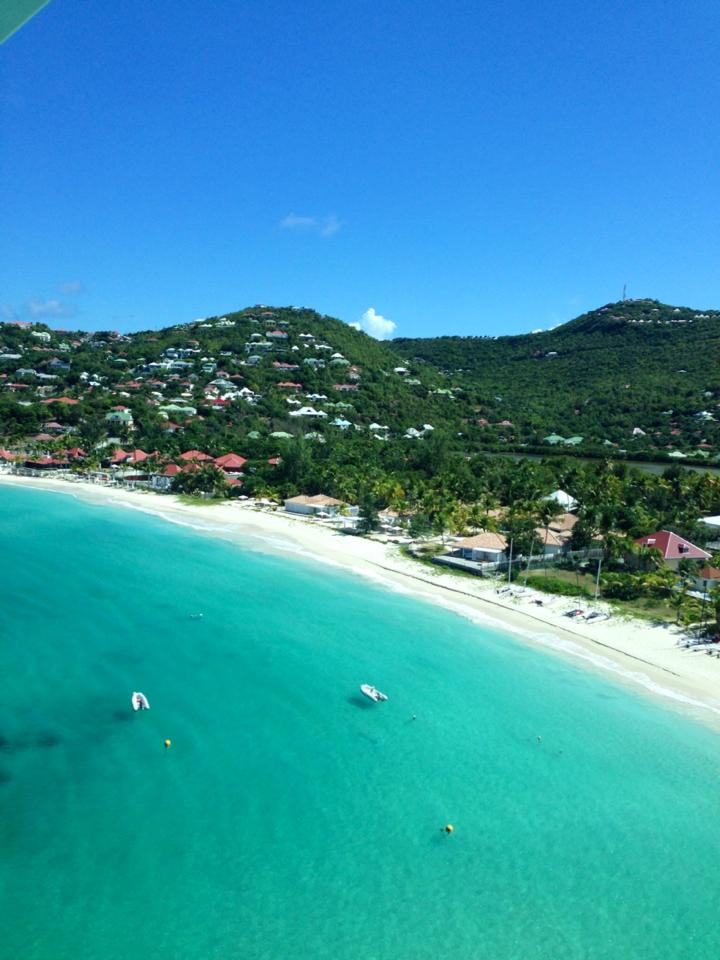
Vue aérienne de la plage de Saint-Jean.
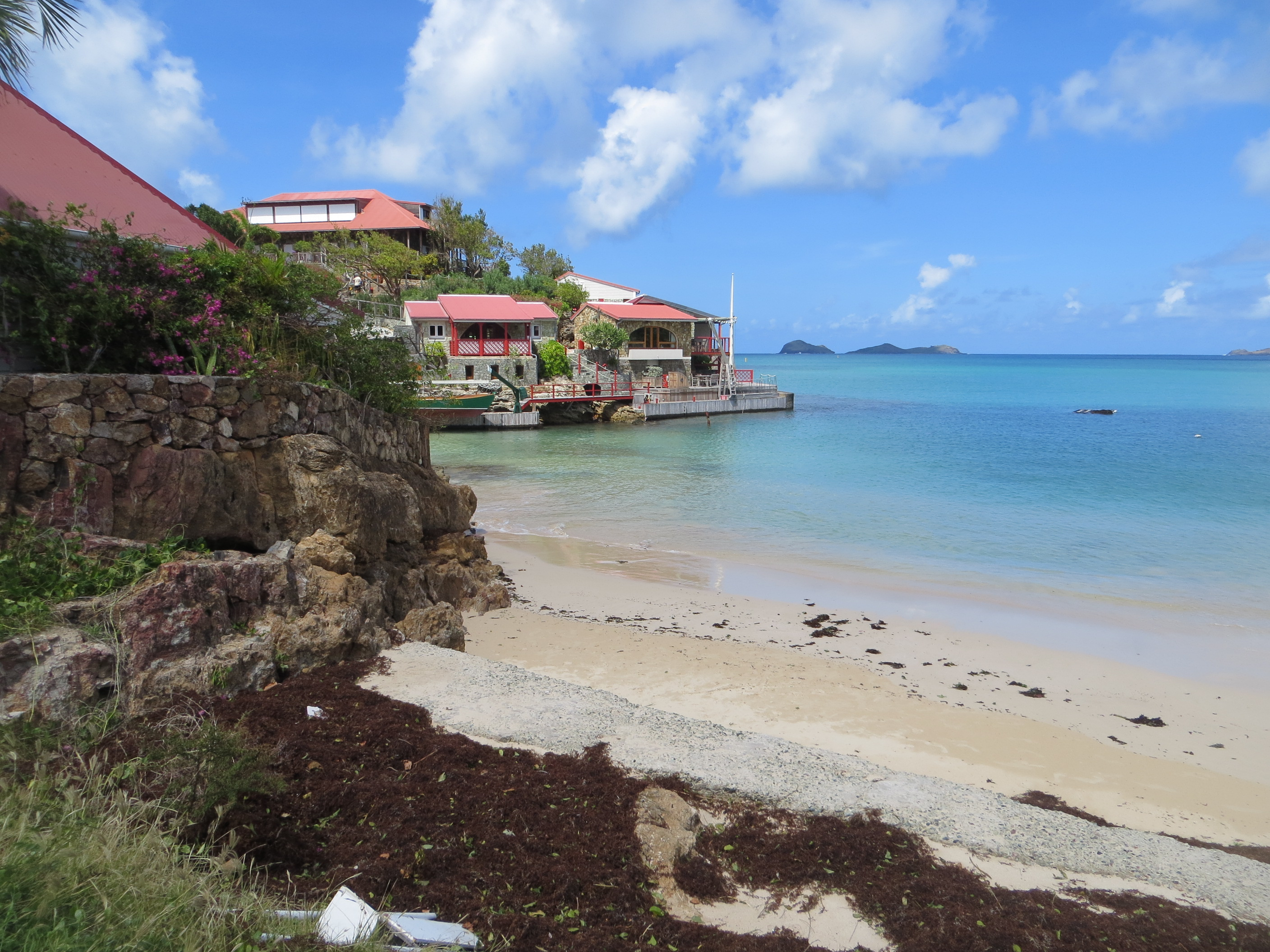
Plage de Saint-Jean avec l'hôtel Eden Rock.
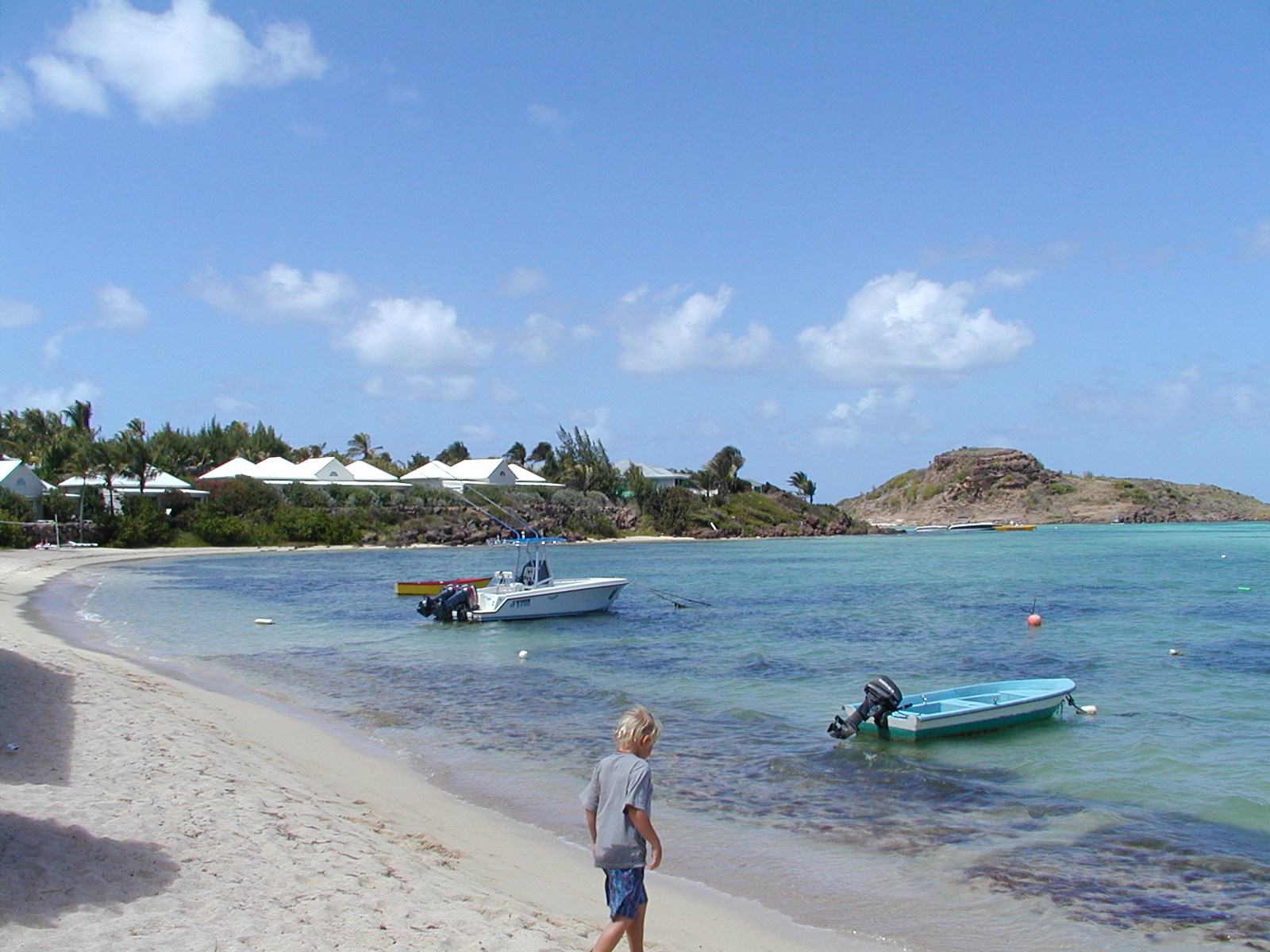
Baie Saint-Jean.
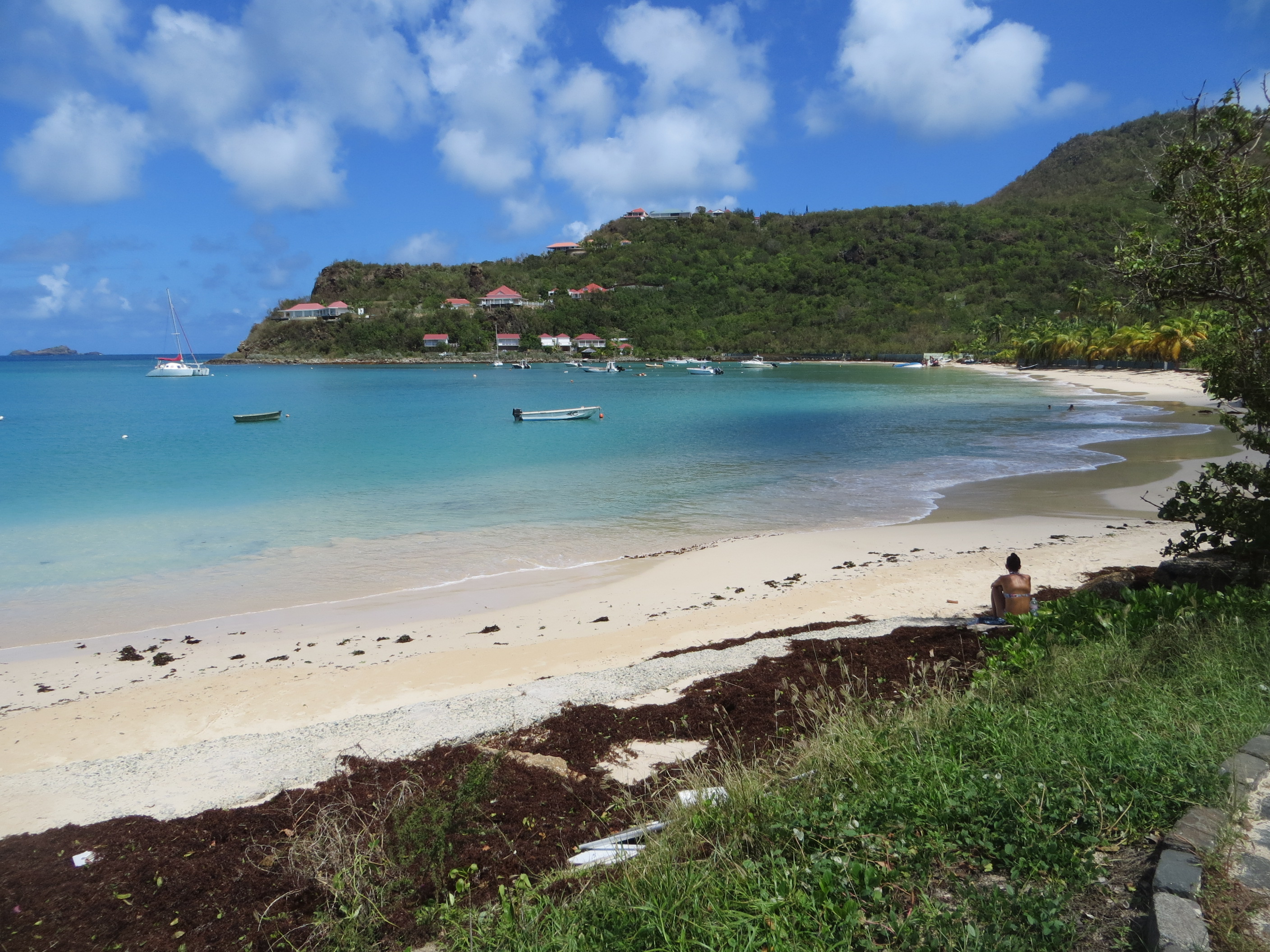
Plage de Saint-Jean.

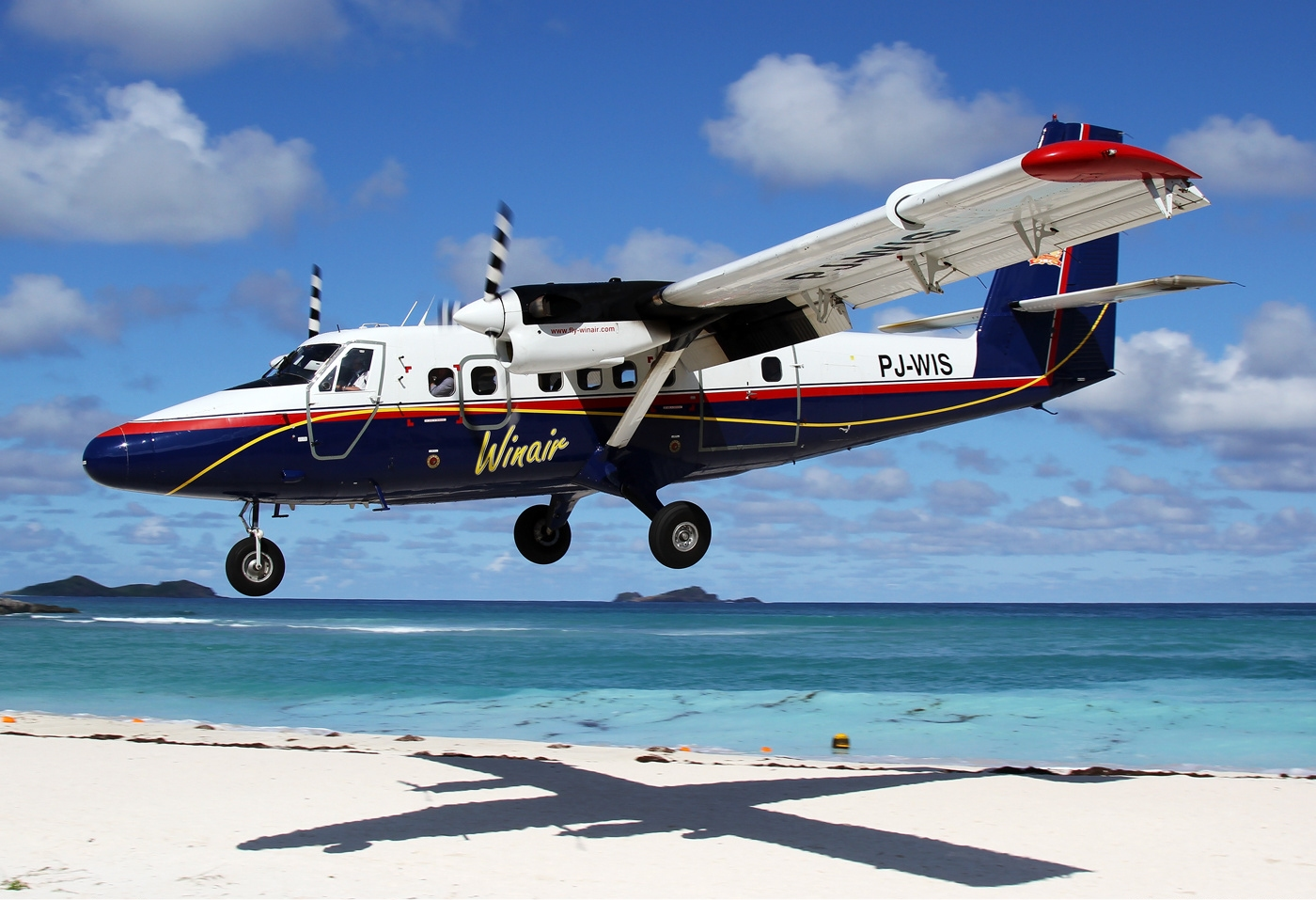
Avions en phase d'atterrissage …
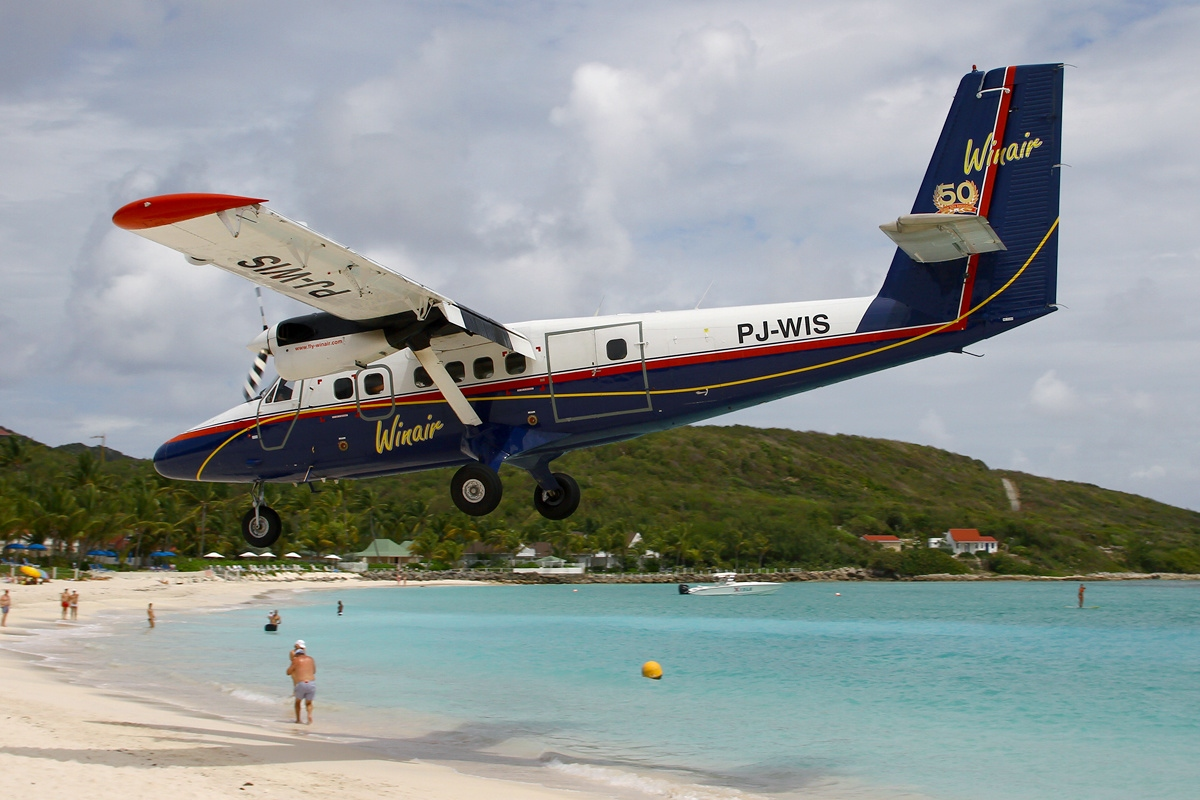
… formant un ballet au-dessus de la plage …
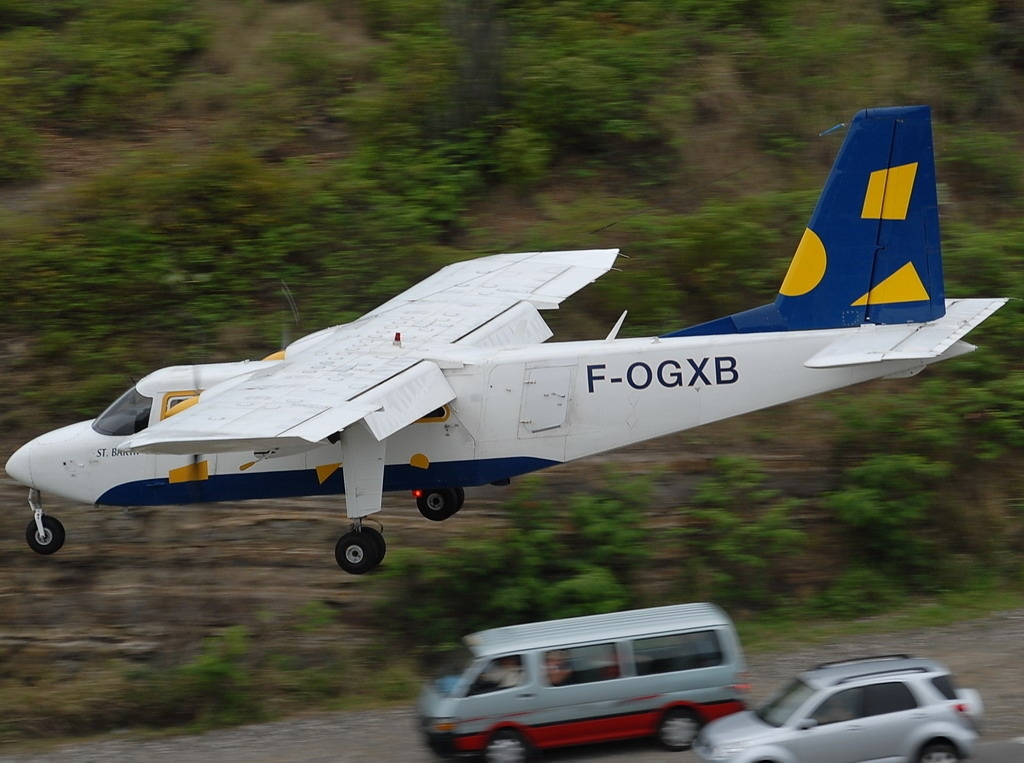
… ou au-dessus du Col de la Tourmente et de la circulation au sommet de la colline où il y a une vue imprenable sur l’aéroport Rémy-de-Haenen.

## Sécurité
Le Service territorial d’incendie et de secours de Saint-Barthélemy est situé à Saint-Jean :
les sapeurs-pompiers de Saint-Barthélemy sont composés de neuf professionnels (officiers, sous-officiers et hommes du rang) et de 47 volontaires, ainsi que d’un membre du personnel administratif.

## Sports

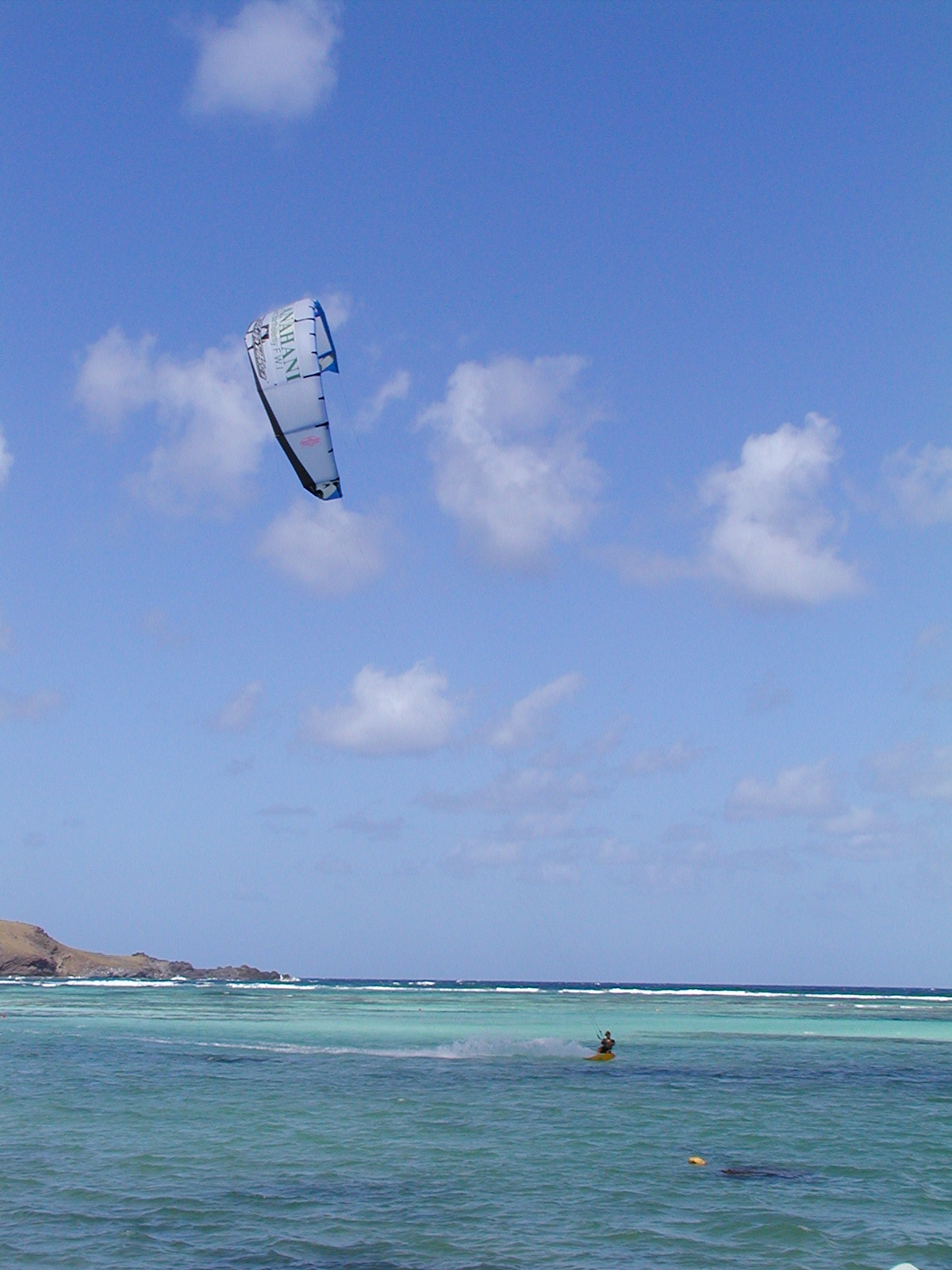
Kitesurfing dans la Baie de Saint-Jean.

Saint-Jean est une centre de sports nautiques comme le snorkeling, la plongée sous-marine, le surf, le kitesurf et la planche à voile, très prisés grâce à la clarté des eaux et la beauté des fonds marins. Des randonnées au départ de Saint-Jean permettent également de voir des paysages de l’île.